# 罗叙勒
罗叙勒（法語：Rosureux，法語發音：[ʁozyʁø]）是法国杜省的一个市镇，属于蓬塔利耶区。

## 地理
罗叙勒（47°13'6"N, 6°41'14"E）面积6.14 平方千米，位于法国勃艮第-弗朗什-孔泰大區杜省，该省份为法国东部内陆省份，北起上索恩省，西接汝拉省，东部及东南部与瑞士接壤，东北部与贝尔福地区省接壤。
与罗叙勒接壤的市镇（或旧市镇、城区）包括：沃克吕兹、巴特南-瓦兰、博内塔日、布勒通维莱、沙尔穆瓦耶、普兰布瓦-迪米鲁瓦尔、圣于连莱吕塞。

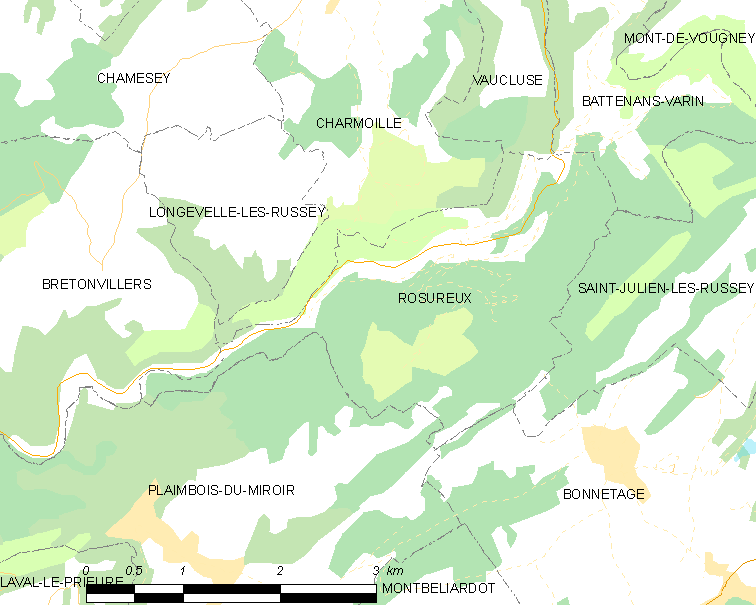
罗叙勒的OSM定位图

罗叙勒的时区为UTC+01:00、UTC+02:00（夏令时）。

## 行政
罗叙勒的邮政编码为25380，INSEE市镇编码为25504。

## 政治
罗叙勒所属的省级选区为瓦尔达翁县。

## 人口

1962-2008年间罗叙勒人口变化图示

罗叙勒于2022年1月1日时的人口数量为80人。